# 乔瓦尼·斯卡尔佐
乔瓦尼·斯卡尔佐（義大利語：Giovanni Scalzo，1959年3月17日—），意大利男子击剑运动员。他曾获得1984年夏季奥运会男子佩剑团体金牌、1988年夏季奥运会男子佩剑个人铜牌和男子佩剑团体铜牌。